# Championnat d'Afrique du Sud de football 2006-2007
Navigation
Saison précédente Saison suivante
La saison 2006-2007 du Championnat d'Afrique du Sud de football est la onzième édition du championnat de première division en Afrique du Sud. Les seize meilleurs clubs du pays sont regroupés au sein d'une poule unique, où ils s'affrontent deux fois au cours de la saison, à domicile et à l'extérieur. À l'issue du championnat, le dernier du classement est relégué tandis que l'avant-dernier dispute un barrage de promotion-relégation face aux meilleures équipes de National First Division, la deuxième division sud-africaine.
C'est le club de Mamelodi Sundowns, tenant du titre, qui remporte à nouveau le championnat cette saison, après avoir terminé en tête du classement final, avec dix points d'avance sur un duo composé des Silver Stars et de Moroka Swallows. C'est le 5e titre de champion d'Afrique du Sud de l'histoire du club.

## Les 16 clubs participants
| - Ajax Cape Town - AmaZulu FC - Promu de National First Division - Bidvest Wits - Promu de National First Division - Bloemfontein Celtic - Benoni Premier United - Promu de National First Division - Golden Arrows - Jomo Cosmos - Kaizer Chiefs | - Mamelodi Sundowns - Maritzburg United - Promu de National First Division - Moroka Swallows - Orlando Pirates - Platinum Stars - Engen Santos - Supersport United - Black Leopards |

## Compétition

### Classement
Le barème utilisé pour établir le classement est le suivant :
- Victoire : 3 points
- Match nul : 1 point
- Défaite : 0 point

| Rang | Équipe                  | Pts | J  | G  | N  | P  | Bp | Bc | Diff |
| ---- | ----------------------- | --- | -- | -- | -- | -- | -- | -- | ---- |
| 1    | Mamelodi Sundowns T     | 61  | 30 | 18 | 7  | 5  | 45 | 17 | +28  |
| 2    | Silver Stars            | 51  | 30 | 14 | 9  | 7  | 32 | 21 | +11  |
| 3    | Moroka Swallows         | 51  | 30 | 14 | 9  | 7  | 32 | 24 | +8   |
| 4    | Ajax Cape Town C        | 47  | 30 | 13 | 8  | 9  | 34 | 26 | +8   |
| 5    | Orlando Pirates         | 46  | 30 | 12 | 10 | 8  | 36 | 30 | +6   |
| 6    | Supersport United       | 44  | 30 | 11 | 11 | 8  | 38 | 22 | +16  |
| 7    | Jomo Cosmos             | 44  | 30 | 12 | 8  | 10 | 38 | 34 | +4   |
| 8    | Bloemfontein Celtic     | 44  | 30 | 12 | 8  | 10 | 32 | 32 | 0    |
| 9    | Kaizer Chiefs           | 42  | 30 | 11 | 9  | 10 | 42 | 32 | +10  |
| 10   | Engen Santos            | 37  | 30 | 9  | 10 | 11 | 34 | 40 | -6   |
| 11   | Black Leopards          | 37  | 30 | 10 | 7  | 13 | 32 | 42 | -10  |
| 12   | Golden Arrows           | 36  | 30 | 10 | 6  | 14 | 32 | 41 | -9   |
| 13   | Bidvest Wits P          | 35  | 30 | 9  | 8  | 13 | 29 | 34 | -5   |
| 14   | Benoni Premier United P | 28  | 30 | 6  | 10 | 14 | 22 | 37 | -15  |
| 15   | AmaZulu FC              | 28  | 30 | 7  | 7  | 16 | 22 | 42 | -20  |
| 16   | Maritzburg United       | 21  | 30 | 4  | 9  | 17 | 24 | 50 | -26  |

|  | Qualification pour la Ligue des champions 2008                                                     |
|  | Qualification pour la Coupe de la CAF 2008                                                         |
|  | Participation au barrage de promotion-relégation                                                   |
|  | Relégation directe en National First Division                                                      |
|  | T Tenant du titre C : Vainqueur de la Coupe de Afrique du Sud P : Promu de National First Division |

## Matchs

### Barrage de promotion-relégation
Le 15e de Premier Soccer League affronte en barrage de promotion-relégation trois équipes de deuxième division : le perdant du match opposant les deux vainqueurs de groupe (Inland Stream et Coastal Stream) et les deux deuxièmes de chaque groupe.
|  | Demi-finales                                  | Demi-finales | Demi-finales |                       |   | Finale | Finale | Finale |  |
|  |                                               |              |              |                       |   |        |        |        |  |
|  | 6 et 10 juin 2007                             |              |              |                       |   |        |        |        |  |
|  |                                               |              |              |                       |   |        |        |        |  |
|  | Pretoria University FC (Perdant finale de D2) | 0            | 1 e          |                       |   |        |        |        |  |
|  | Pretoria University FC (Perdant finale de D2) | 0            | 1 e          | 20 et 24 juillet 2007 |   |        |        |        |  |
|  | Winners Park FC (2e de Inland Stream)         | 0            | 1            |                       |   |        |        |        |  |
|  | Winners Park FC (2e de Inland Stream)         | 0            | 1            | Pretoria University   | 0 | 1      |        |        |  |
|  | 13 et 16 juin 2007                            |              |              | Pretoria University   | 0 | 1      |        |        |  |
|  |                                               | AmaZulu FC   | 0            | 3                     |   |        |        |        |  |
|  | FC Aziz Kara (2e de Coastal Stream)           | AmaZulu FC   | 0            | 3                     | 0 | 1      |        |        |  |
|  | FC Aziz Kara (2e de Coastal Stream)           |              |              |                       | 0 | 1      |        |        |  |
|  | AmaZulu FC (15e de PSL)                       | 3            | 1            |                       |   |        |        |        |  |

## Bilan de la saison
| Championnat d'Afrique du Sud de football 2006-2007 |                              |
| Champion                                           | Mamelodi Sundowns (5e titre) |
| Coupes et trophées                                 |                              |
| Vainqueur de la Coupe d'Afrique du Sud 2006-2007   | Ajax Cape Town               |
| Qualifications continentales                       |                              |
| Ligue des champions 2008                           | Mamelodi Sundowns            |
| Ligue des champions 2008                           | Silver Stars                 |
| Coupe de la CAF 2008                               | Ajax Cape Town               |
| Promotions et relégations                          |                              |
| Promus en Premier Soccer League                    | Free State Stars             |
| Relégués en National First Division                | Maritzburg United            |